# Prepona phila
Prepona phila är en fjärilsart som beskrevs av Hans Fruhstorfer 1904. Prepona phila ingår i släktet Prepona och familjen praktfjärilar. Inga underarter finns listade i Catalogue of Life.